# Vincenzo Acquaviva
Vincenzo Acquaviva (Foggia, 5 de agosto de 1832 - Nápoles, 7 de setembro de 1902) foi um pintor italiano. 

## Biografia
Acquaviva quando tinha apenas sete anos, estudou  por um ano com Domenico Caldara em sua cidade natal. Em 1848, ele foi admitido no Instituto de Belas Artes de Nápoles. Lá ele se juntou ao estúdio do pintor Francesco Saverio Altamura. Ele foi julgado por Guerra e Marinelli pelo segundo prêmio em uma competição local. Em 1850, ele fez uma cópia de Abele por Caldara para sua cidade natal. Em 1856, ele ganhou uma bolsa de Foggia. No mesmo ano ele pintou Illuminato. Em 1864, ele pintou Preghiera para a Exposição Nacional de Florença. Em 1866, sua pintura de Il carattere delle donne italiane recebeu uma medalha de ouro no primeiro prêmio em uma exposição em Utrecht. Ele pintou retratos do cardeal Vigário La Valetta, conde Michele Pironti e signora Correnti.